# Ján Fišer
Ján Fišer, narozen jako Joannes Fisser, psán také Fischer, pseudonym J. F. Kvetoň, (9. května 1896 Hronec – 23. prosince 1963 Bratislava) byl slovenský sbormistr, hudební skladatel a pedagog.

## Životopis
V letech 1910–1914 studoval na učitelském ústavu v Devě v Rumunsku. Stal se učitelem v Čiernom Balogu (1915–1917) a v Terchovej (1917–1920). V letech 1920–1922 studoval kompozici a dirigování na Pražské konzervatoři u Josefa Bohuslava Foerstera a K. B. Jiráka a hudební vědu a estetiku na Filozofické fakultě Univerzity Komenského v Bratislavě. Vrátil se do Terchové, kde učil ještě do roku 1924. V letech 1924–1941 působil jako učitel v Seredi, kde vedl pěvecký sbor Zvon. V letech 1941–1950 pracoval jako referent hudebního oddělení Ministerstva školstva a národnej osvety. V roce 1950 byl jmenován profesorem hudební teorie na bratislavské konzervatoři. Působil zde až do odchodu do důchodu v roce 1960.
Všude kde pracoval byl organizátorem hudebního života. Spolupracoval při založení Ľudového spevokolu učiteľov Slovenka v Žilině. Přednášel na učitelských i dirigentských kurzech, sbíral lidové písně a spolupracoval při založení Slovenské filharmonie. Byl členem výboru Štátného ústavu pre slovenskou ľudovou pieseň, člen komise pro sestavení Dějin slovenské hudby, člen Svazu slovenských skladatelů a předseda Slovenského hudebního fondu. Kromě toho se věnoval i odborné muzikologické práci a publicistické činnosti.

## Dílo

### Hudební dílo
Opera
- Máľka (libreto vlastní, 1929–1934)

Komorní skladby
- 3 smyčcové kvartety
- Smyčcový sextet
- Sonáta pro klavír f-moll (1928)
- Intermezzo pro violoncello a klavír
- Tri idylické skladby pro housle a klavír

Orchestrální skladby
- Idyla z Poľany, kantáta pro mužský sbor a orchestr
- Houslový koncert

Sbory a písně, většinou na vlastní texty.

### Muzikologická díla
- Dejiny hudby vo svetle vývoja výrazu a foriem so zreteľom na hudbu Slovanov a na významných skladateĺov. Trnava, Spolok Sv. Vojtecha, 1933
- Andrej Očenáš. Bratislava, Slovenské vydavateľstvo krásnej literatúry, 1955
- Vietorisov kódex. In Hudba na Slovensku v XVII. storočí. Ed. Ladislav Burlas. Bratislava, Vydavateľstvo Slovenskej akadémie vied 1954
- Vybrané kapitoly z dejín slovenskej a českej hudby. Ed. Jozef Tvrdoň, Bratislava, Slovenské pedagogické nakladateľstvo, 1958
- Překlad učebnice harmonie Nikolaje Rimského-Korsakova, Bratislava, Slovenské vydavateľstvo krásnej literatúry, 1958
- Hudobná teória. Bratislava. Slovenské vydavateľstvo krásnej literatúry, 1959